# Fernando Dela Vega
Fernando Dela Vega, bürgerlich Alfio De Benedictis, (* 17. Oktober 1970; † 18. Dezember 2023) war ein deutscher Fernsehdarsteller.

## Leben
De Benedictis, der aus Rheinfelden stammte, kam als Laiendarsteller zum Fernsehen. Er spielte in der Scripted-Reality-Serie Berlin – Tag & Nacht ab Beginn der Serie im Jahr 2011 bis 2017 die Rolle des Fabrizio Di Marco und gehörte zum Hauptcast der Serie. Seine Rollenfigur war Kfz-Mechaniker; sein Rollenimage war als „Macho“ angelegt. Zuvor war er auch mehrfach in verschiedenen Rollen in den Scripted-Reality-Formaten Richterin Barbara Salesch und Familien im Brennpunkt zu sehen. 2020 kehrte er zu Berlin – Tag & Nacht zurück.
Über sein Privatleben machte De Benedictis keine Angaben. De Benedictis starb am 18. Dezember 2023 im Alter von 53 Jahren.

## Filmografie
- Richterin Barbara Salesch
- Das Jugendgericht
- Das Familiengericht
- Familien im Brennpunkt
- 2011–2017, 2020: Berlin – Tag & Nacht